# Фавст, Авив, Кириак и иже с ними
|  |  |

Фавст, Ави́в, Калодо́та, Мака́рий, Андре́й, Кириа́к, Диони́сий, Андре́й, Андропелаги́я, Фе́кла, Кириа́к, Феокти́ст, Сарапаво́н (Сарапамво́н) (др.-греч. Φαῦστος, Βίβος, Καλοδότη, Μακάριος, Ἀνδρέας, Κυριάκος, Διονύσιος, Ἀνδρέας, Ἀνδροπελαγία, Θέκλα, Κυριάκος, Θεόκτιστος, Σαραπάβων; † ок. 250 года) — раннехристианские мученики, святые Православной и Католической церкви.
Св. Фавст — пресвитер, Св. Авив — монах и диакон, Св. Калодота — жена Кира (была беременная), Св. Макарий — государственный деятель, Св. Андрей — парикмахер, Св. Кириак — аколуф Фавста, Св. Дионисий — чтец, Св. Андрей — воин, Св. св. Андропелагия и Фекла — девственницы и родные сёстры, Св. Кириак — простолюдин, Св. Феоктист — судовладелец, Св. Сарапавон — член государственного совета (булевт). Мученики пострадали за христианскую веру во время гонения при императоре Декии в Александрии. Они были приведены к правителю города Валерию, где их пытали, а затем им отрубили головы.
Уже в раннем средневековье причислены к лику святых (мучеников).